# Axanthosomella gadagkari
Axanthosomella gadagkari is een vliesvleugelig insect uit de familie van de Eurytomidae. De wetenschappelijke naam werd voor het eerst geldig gepubliceerd in 2001 door T. C. Narendran.